# 4803 Біркле
4803 Біркле (4803 Birkle) — астероїд головного поясу, відкритий 1 грудня 1989 року.
Тіссеранів параметр щодо Юпітера — 3,283.